# Medesicaste
Medesicaste is een geslacht van eenoogkreeftjes uit de familie van de Chondracanthidae. De wetenschappelijke naam van het geslacht is voor het eerst geldig gepubliceerd in 1863 door Henrik Nikolai Krøyer.

## Soorten
- Medesicaste penetrans Heller, 1865
- Medesicaste triglarum Krøyer, 1863